# 民航路街道
民航路街道，是中华人民共和国河南省安陽市北关区下辖的一个乡镇级行政单位。

## 行政区划
民航路街道下辖以下地区：
苹果园社区、民航路社区和机场南社区。